# De Cock en dood door hamerslag
De Cock en dood door hamerslag is het drieënvijftigste deel van de De Cock-serie.

## Verhaal
Als Dick Vledder na een vrije dag terugkomt aan het politiebureau Warmoesstraat, geeft zijn collega De Cock hem les over het verschijnsel existentiële onvrede. Zijn collega heeft daar geen last van want hij hoopt voor het einde van het jaar met zijn nieuwe vriendin Edmay te gaan trouwen. Ook De Cock voelt zich senang te midden van de misdaad. De existentiële onvrede kwam weer ter sprake bij het bezoek van een bekende Belg.
Want op de vrije dag van Vledder heeft De Cock een onderhoud gehad met de Antwerpse hoofdcommissaris van politie H.J.M. Opdenbroecke. Een 55-jarige steenrijke diamantair uit Antwerpen François Vandenberge was enige tijd geleden spoorloos verdwenen. Later kwam zijn familie erachter dat hij een zwervend bestaan in Amsterdam was gaan leiden. Hij weigerde desgevraagd terug te keren en is onlangs aan een hartstilstand in een kraakpand overleden. Dienstdoend rechercheur Hans Rijpkema, een oud-collega uit de Warmoesstraat, vond alle bezittingen nog op het slachtoffer. Portefeuille, creditcard en ruim 700 gulden. De hoofdcommissaris zocht in Antwerpen en later in Amsterdam naar een partij verdwenen geslepen diamanten uit het familiebedrijf. Hun gesprek wordt onderbroken door een beeldschone vrouw, Madeleine de Bouchardon. Ze wil een klacht indienen tegen haar ex-man Harold de Vries, die haar nog dagelijks lastigvalt. Harold was een kunstenaar die aan lager wal geraakte en drugs ging gebruiken. Zelf woont ze in de Johannes Verhulststraat maar haar wijkbureau wilde geen actie ondernemen. Ze is nu bang dat haar broers Marcel en Maurice hem iets zullen doen. Na haar vertrek wil De Cock tot afgrijzen van Vledder wat gaan posten bij haar woonhuis. Een stalker is zo gevonden. Hun oplopende discussie wordt verstoord door de melding van een lijk aan het Stenen Hoofd, een strekdam in Het IJ. Ze vinden een zwerver met een gruwelijk ingeslagen schedel. Uit de papieren blijkt dat gaat om Harold de Vries.
De volgende dag wordt rechercheur De Cock bij commissaris Buitendam ontboden. Zijn chef geeft hem uitleg over de maatschappelijke onwaarde van zwervers en draagt hem op niet te veel tijd aan het onderzoek te besteden. De Cock wordt de kamer uitgestuurd. Als Dick Vledder het verhaal hoort vindt hij Buitendam gek, maar De Cock corrigeert dat in trendvolger. Zijn chef volgt slechts de publieke opinie. Bij de twee rechercheurs meldt zich de nieuwe vriend van Madeleine, Jeroen van Moerdijk. Hij zegt een oude vriend van Harold te zijn en haar zo te hebben leren kennen. Zelf heeft hij een tijdje prehistorie gestudeerd, met als specialisatie het Moustérien. De diamantenhandel van zijn aanstaande schoonfamilie ligt hem dus wel. Geconfronteerd met het overlijdensbericht van Harold beschuldigt hij hijgend Maurice. Ook ene Adriaan van Bovenkerk meldt zich. Hij geeft als beroep zwerver op, is op de hoogte van de brute moord en biedt hulp aan namens de gezamenlijke zwervers. Hij maakt melding van een luchtrooster met warme lucht op het Stenen Hoofd, waar vaak om gevochten wordt. Terwijl Dick Vledder naar de sectie gaat, komt Maurice de Bouchardon zijn vader van de moord beschuldigen. Terug van de sectie is Dick Vledder erg verbaasd over dokter Rusteloos. Laatstgenoemde was een uur extra bezig geweest met het verwijderen uit de hersenen van het slachtoffer van steensplintertjes. Ze gaan voor onderzoek naar het gerechtelijk laboratorium in Rijswijk. Adriaan van Bovenkerk komt terug met collega zwerver Jules de Graaf, die een tijdje met Harold samen in een kraakpand heeft gewoond. Hij zegt een zwerver te hebben geroken en gezien. Ook Marcel komt nog langs om iedereen maar vooral zijn zus van alles de schuld te geven. Tegen elven wil De Cock naar zijn magnetron en chocolademelk thuis, maar de wachtcommandant beslist anders. Er ligt weer een lijk aan het Stenen Hoofd.
De agent van dienst die het slachtoffer heeft gevonden was er gisteren ook. Alles lijkt identiek alleen stinkt deze zwerver met ingeslagen schedel echt. En hij heeft geen papieren ter identificatie. Een dienstdoende beveiligingsman en een politieagent hebben iemand opgepakt op de plaats delict, Adriaan van Bovenkerk. Op het bureau Warmoesstraat meldt Adriaan de identiteit van de dode zwerver. Het is Johnny van der Kamp, een gabbertje van hem. Ze zouden samen op het luchtrooster gaan slapen. Toen hij bij Johnny kwam was hij al dood. Hij zag een zwerver wegvluchten en wegrijden in een auto. De Cock laat hem gaan en legt Dick Vledder uit dat Adriaan een merkwaardige en intelligente zwerver is. Hoewel het al na middernacht is besluit De Cock naar Smalle Lowietje te gaan. Lowie noemt spontaan Adriaan van Bovenkerk als een zwerver die zijn etablissement bezoekt. Hij zou hoofd van een advocatenkantoor zijn geweest. Zojuist had hij nog een pilsje gedronken met Maurice de Bouchardon. De Cock loopt meteen door naar het Wallenliefje van Maurice, Laetitia van Dalen in de Dollebegijnensteeg. Ze geeft hoog op van Maurice en is zelfs bij hem thuis ontvangen. Minpunt was dat zijn vader ook klant wilde worden, maar dat heeft ze geweigerd. Maar Maurice is bezig met een grote klapper: een partij diamanten. Terug aan de Warmoesstraat zit ver naar middernacht nog een heer te wachten. Op advies van Adriaan van Bovenkerk meldt hij zich. Deze Antoon Baardwijk blijkt een halfbroer van de dode Johnny van de Kamp. Laatstgenoemde was aan lager wal geraakt maar meldde onlangs nog dat hij binnenkort geen financiële steun van zijn halfbroer meer nodig had.
De volgende morgen moet De Cock wederom bij Buitendam komen. De vlag staat er inmiddels anders voor. De pers valt hem lastig over twee dode zwervers in 24 uur. Een derde dode zwerver zal Buitendam in ernstige verlegenheid brengen en dat moet De Cock voorkomen. De cynische De Cock wordt de kamer weer uitgestuurd. De Cock besluit ondanks het vroege tijdstip troost te zoeken bij de cognac van Smalle Lowietje. Lowie is eerder die ochtend al ondervraagd door Adriaan van Bovenkerk. Hij vindt het maar mal. Maar De Cock weet hij te vertellen dat een zwerver Pieter terug naar Antwerpen is gevlucht. Dick Vledder meldt dat dokter Rusteloos wederom steensplintertjes heeft gevonden bij Johnny van der Kamp. Maurice de Bouchardon komt nog wat lawaai maken maar De Cock confronteert hem snel met zijn pilsjes met Adriaan van Bovenkerk. Laatstgenoemde is volgens Maurice geen echte zwerver. En ook Smalle Lowietje meldt zich aan het bureau. Hij heeft het adres van Pieter de Goede in Antwerpen. En Johnny van der Kamp, Pieter de Goede en Harold de Vries hebben een tijd samen gewoond in een kraakpand aan de Oostenburgergracht. Dick Vledder is met deze twee tips in zijn nopjes. De Cock legt uit dat de caféhouder daarom zijn vriend is. Voordat de twee rechercheurs een strijdplan kunnen uitwerken komt wachtcommandant Jan Kusters de recherchekamer binnen. Het derde lijk aan het Stenen Hoofd wil hij liever persoonlijk melden.
De volgende ochtend heeft De Cock moeie voeten. Dode zwerver nummer drie was Jules de Graaf, die eerder al tegen de grijze rechercheur had verklaard dat voor zijn soort mensen andere wetten gelden. Al discussiërend komen de twee rechercheurs uit op de hamer en de steensplintertjes, en De Cock geeft opeens blijk van alweer een heldere inval. Hij geeft Dick Vledder een aantal instructies. Hij moet rechercheur Rijpkema vragen in welk kraakpand hij François Vandenberge had gevonden. Bij Lowie moet hij uitvissen in welk kraakpand Jules de Graaf heeft gewoond. Vervolgens moet de heer H.J.M. Opdenbroecke worden uitgevraagd over Adriaan van Bovenkerk. Tot slot moet Pieter de Goede op transport naar Amsterdam worden gezet, als behulpzaam burger. Geen arrestatie. Zelf gaat de grijze rechercheur inbreken met het apparaat van Handige Henkie. Hij gaat terug naar het stenen tijdperk.
In een bestelbusje aan het Stenen Hoofd observeren de rechercheurs De Cock en Vledder de mogelijke vierde moord op Pieter de Goede. Appie Keizer en Fred Prins zijn ook van de partij. De politie te water is paraat met een boot. Er komt inderdaad een grote zwarte wagen aanrijden. Een man rent vervolgens naar het Stenen Hoofd. Maar door een fout in de coördinatie schijnt de patrouilleboot te vroeg met een lichtbundel en holt de man terug naar zijn wagen. Appie wordt genadeloos ondersteboven gelopen maar Dick Vledder vloert de man met een flying tackle. Het blijkt Jeroen van Moerkerk en hij stinkt. In zijn vervuilde regenjas vindt De Cock een gekartelde stenen bijl.
Thuis legt De Cock het nog eens uit voor de andere rechercheurs. Na een korte nabespreking van de te snelle actie van de patrouilleboot, komt De Cock ter zake. Alles begon met een dode man in een kraakpand, die een natuurlijke dood stierf. François Vandenberge. Bij hem woonde Harold de Vries, Jules de Graaf, Pieter de Goede en Johnny van der Kamp. Toen ze de diamanten op het dode lichaam vonden lieten ze al zijn verdere bezittingen op het lichaam achter. Maar Harold de Vries werd toen hun leider. Via Jeroen van Moerdijk wist hij een afzetmogelijkheid voor de gevonden diamanten via de familie De Bouchardon. Jeroen van Moerdijk vermoordde zijn oude vriend Harold en begon de andere zwervers ook uit te moorden. De Cock deed illegaal huiszoeking bij Jeroen maar vond de hamer niet. Hij legt de rechercheurs uit dat het Moustérien staat voor het stenen tijdperk. Desgevraagd door Dick Vledder meldt de Cock dat Adriaan van Bovenkerk een zeer dure schade expert is, die in Antwerpen vergeefs zocht naar diamanten en daarom zijn werkterrein naar Amsterdam verlegde. Hij had een voorsprong op de Cock en het is jammer dat hij niet meer heeft willen meewerken met de plaatselijke recherche. Als de rechercheurs weg zijn mist mevrouw De Cock de diamanten. Jeroen blijkt aan De Cock de plaats van de diamanten in zijn huis te hebben aangewezen. Ze liggen nu in de kluis bij Justitie.